# Musa viridis
Musa viridis là một loài thực vật có hoa trong họ Musaceae. Loài này được R.V.Valmayor, L.D.Danh & Häkkinen mô tả khoa học đầu tiên năm 2004.